# Andrej Scheglov
Andrej Scheglov (Andrej Džolinardovič Ščeglov, ryska: Андрей Джолинардович Щеглов Andrej Dzholinardovitj Sjtjeglov), född 1969 i Moskva, är en rysk historiker, översättare och författare, specialist på nordisk medeltidshistoria.

## Utbildning
Scheglov studerade vid Moskvas universitet och Central European University i Budapest. Därefter påbörjade han doktorandstudier i Moskva, vid Institutet för allmän historia som hör till Rysslands vetenskapsakademi. År 1999 disputerade han på avhandlingen Gustav Vasa och reformationens början i Sverige (Густав Ваза и начало Реформации в Швеции) och blev anställd som forskare.

## Forskning
Scheglov har ägnat sig åt Sveriges medeltid och 1500-tal. År 2002 trycktes hans ryska översättning av Engelbrektskrönikan. Sedermera, år 2007, publicerades antologin Sverige och svenskar i medeltida urkunder (Швеция и шведы в средневековых источниках), där Scheglov deltog som redaktör, översättare och författare till kommentarer. Ett år senare trycktes Scheglovs monografi Västerås riksdag 1527 och reformationens början i Sverige (Вестеросский риксдаг и начало Реформации в Швеции). Scheglov har även gjort en rysk översättning av En svensk krönika, ett gediget historiskt verk som skrevs av reformatorn Olaus Petri, och genomfört källkritiska och historiska studier rörande denna skrift. Översättningen kom ut 2012.
Scheglov har publicerat en rad uppsatser där unionstidens och reformationens historia behandlas. Som författare till kapitel och artiklar i nordisk medeltidshistoria har han lämnat bidrag till rysk kurslitteratur och ryska uppslagsverk. År 2009 blev han vald till utländsk ledamot i Kungliga Samfundet för utgivande av handskrifter rörande Skandinaviens historia.